# Sława Przybylska
Sława Przybylska-Krzyżanowska, (Międzyrzec Podlaski, 2 november 1932) is een Poolse zangeres.

## Biografie
Przybylska groeide op na de Tweede Wereldoorlog in een weeshuis (tevens internaat) te Krzeszowice, om vervolgens de kunstlyceum en "school voor buitenlandse handel" in Warschau te voltooien. Tijdens haar studie stond Przybylska al regelmatig op het podium, echter haar grote doorbraak kwam pas in 1958 met haar single  Pamiętasz była jesień.
In 2015 werd haar werk bekroond met de diamanten microfoon, een onderscheiding van de Poolse radio, tevens is Przybylska officier in de orde Polonia Restituta (Pools:"Krzyżem Oficerskim Orderu Odrodzenia Polski.")

## Discografie
- 1962 – Sława Przybylska
- 1963 – Sława Przybylska 2
- 1966 – Ballady i piosenki
- 1966 – Ballady i piosenki cz.2
- 1968 – Nie zakocham się
- 1970 – U brzegów Candle Rock
- 1972 – Sława Przybylska
- 1973 – Jak z dawnych lat
- 1979 – Związek przyjacielski
- 1988 – Sława Przybylska śpiewa ulubione przeboje
- 1992 – Rodzynki z migdałami
- 1992 – Minuty nadziei
- 1993 – Ałef-Bejs – Pieśni i piosenki żydowskie
- 2009 – 40 piosenek Sławy Przybylskiej
- 2015 – Mój Okudżawa

- Gemeinsame Normdatei: 12454021X
- International Standard Name Identifier: 0000 0001 1067 316X
- Library of Congress Control Number: no2005032484
- MusicBrainz: 013d174e-8e57-4d78-b0a1-63fb918d3aaf
- Nationale Bibliotheek van Israël: 987007594610905171
- Virtual International Authority File: 63738883
- WorldCat: E39PBJrcghJYW8dVJ3Bwc897HC